# Дрхтуље
Дрхтуље (Torpedinidae) су породица ража, риба са хрскавичавим скелетом (рушљорибе). Тело ових риба добија округласт облик захваљујући грудним перајима која обухватају и главу. Кожа им је гола и не садржи бодље. Леђна и репно пераје су добро развијени. Реп је меснат и вретенастог облика. Зуби су мали и шиљати. Поседују електричне органе који се налази са обе стране главе и производи јаке ударе па се због тога називају и електричне раже. Електрични удари, који могу бити до 50 V довољни су да ошамуте и плен већи него што је сама дрхтуља.
Струјни удар који производи ража дрхтуља за човека је непријатан, али су га у старом Риму лекари користили за лечење главобоље, реуме и другог. Болесници су прислањали ове рибе на слепоочнице или су по њима ходали, примајући притом електричне ударе. Није познато колико је овакво лечење било успешно, али је сигурно да није било нимало пријатно.

## Класификација
Дрхтуље највише живе у топлим морима и од десетак родова најтипичнији је род торпедо (Torpedo) који живи у европским морима и чије су врсте:
- , са Новог Зеланда
- , дрхтуља, који рађа живе младунце.